# ラジヴィウ邸 (ヴィリニュス)

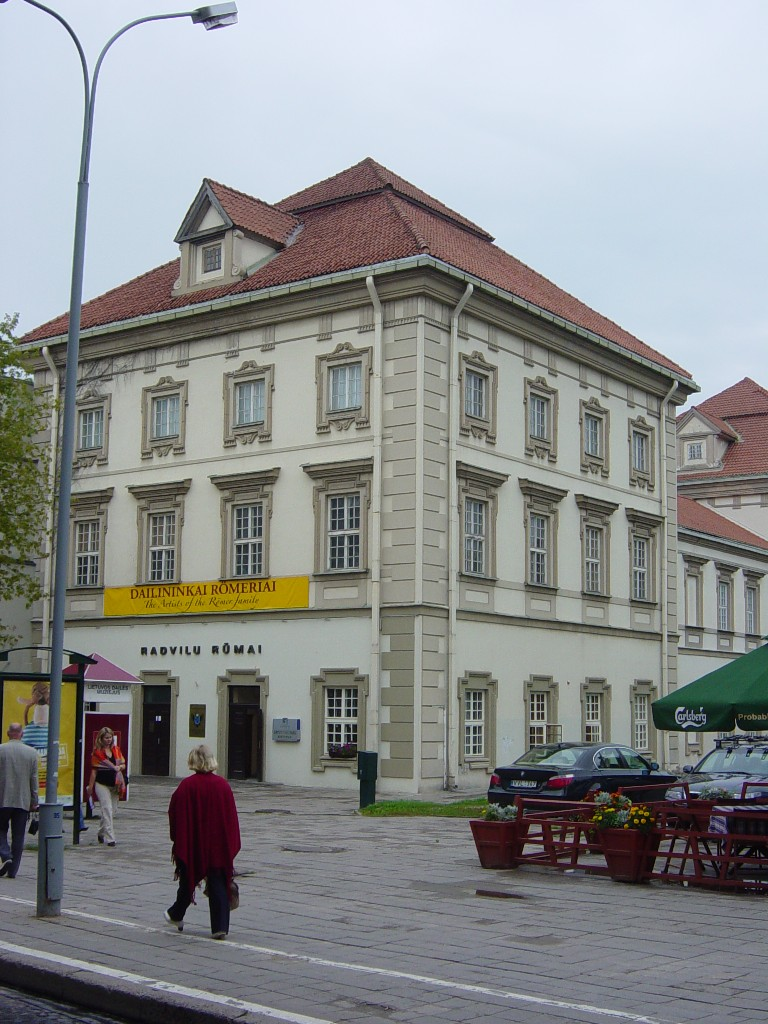
邸宅の入り口

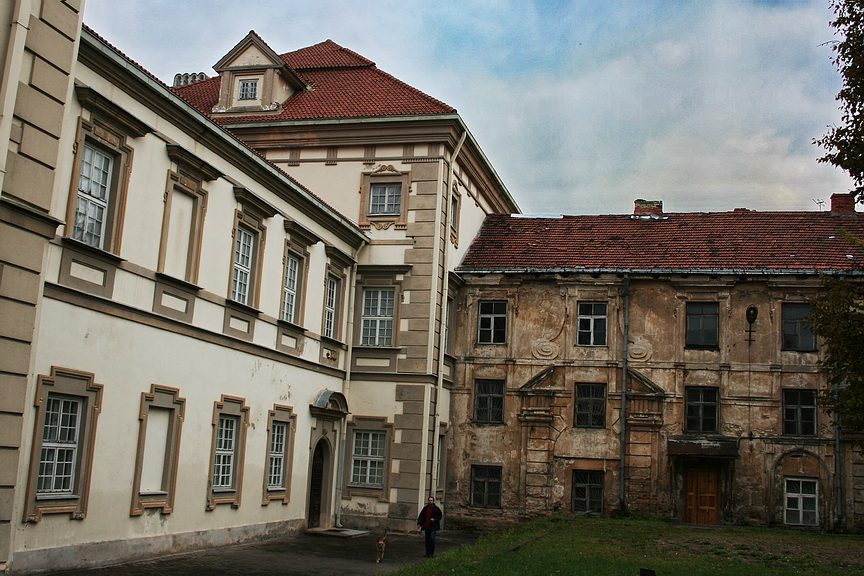
邸宅の北側および東側

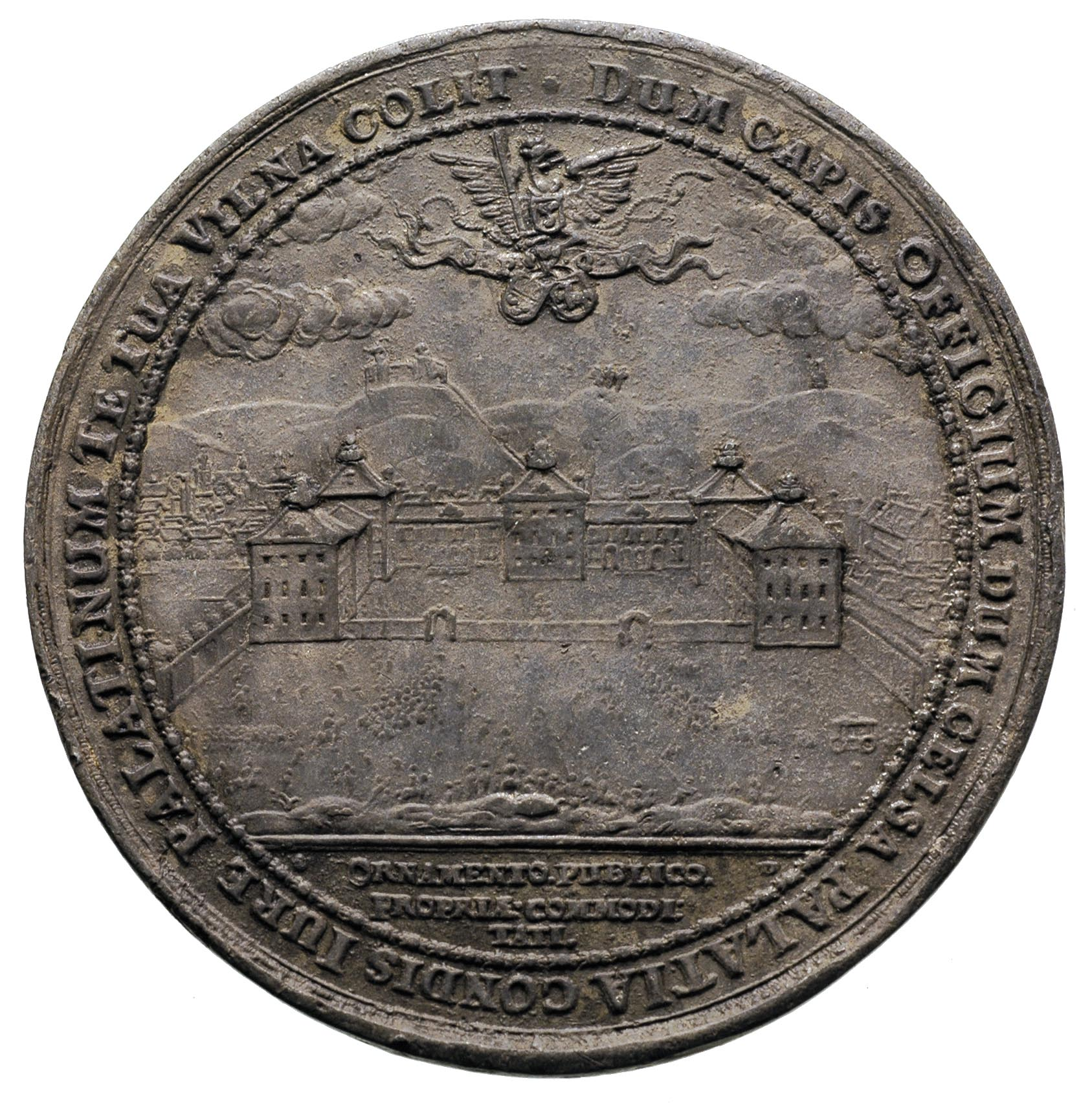
1653年の硬貨に描かれる邸宅

ラジヴィウ邸もしくはラドヴィラ邸（リトアニア語: Radvilų rūmai）は、リトアニアの首都ヴィリニュス旧市街にある後期ルネサンス様式の建物。ヴィリニュスでラジヴィウ家が所有する物件の中で2番目の宮殿とされ、規模は最も大きいものであった。
ミコワイ・ラジヴィウ・チャルヌィの木造邸宅がこの場所に建てられていた可能性があるが、現在の建物はヤヌシュ・ラジヴィウの命によって1635年から1653年に建てられたものである。1655年から1660年のモスクワ侵入により建物は破壊され、数世紀にわたって廃墟のままとなっていた。第一次世界大戦によりさらに破壊され、邸宅の北側部分が残るのみとなった。1980年代に修復が施され、現在ではリトアニア美術館の一部が置かれている。邸宅の一部はなおも修復が必要なままとなっている。